# ودو ديلاكروا
ودو ديلاكروا (بالفرنسية: Ludo Delcroix)‏ ولد بتاريخ 28 أكتوبر 1950 في بلجيكا، هو دراج بلجيكي في صنف سباق الدراجات على الطريق. شارك في دورة الألعاب الأولمبية الصيفية.

## سجل النتائج

### سباقات أو مراحل فاز بها
- طواف فرنسا

## وصلات خارجية
- الموقع الرسمي

## روابط خارجية
- ودو ديلاكروا على موقع أرشيف الدراجات (الإنجليزية)
- ودو ديلاكروا على موقع إحصائيات الدراجات الإحترافية (الإنجليزية)
- ودو ديلاكروا على موقع أوليمبيديا (الإنجليزية)